# 阪田澪哉
阪田澪哉（Sakata Reiya，2004年5月11日—），是京都府出身的职业足球选手，司职中场，现效力于日职球队大阪樱花。

## 经历
阪田澪哉于2004年出生于京都，先后在桂坂青年足球俱乐部、宇治FC少年队以及东山高等學校踢球。高三时，他代表京都东山高校参加全國高等學校足球錦標賽，并随队获得亚军。
2022年3月，他将加盟大阪樱花。

## 所属俱乐部
- 2023- 大阪樱花

## 代表经历
- U-17日本高校选拔队
- U-18日本国家队
- 日本高校选拔队

## 脚注
1. ↑  . セレッソ大阪オフィシャルウェブサイト.   [2023-02-05]. （原始内容存档于2023-03-29）.
2. ↑  . セレッソ大阪オフィシャルウェブサイト.   [2023-02-05]. （原始内容存档于2023-03-25）.